# 화석단유공주
화석단유공주(和硕端柔公主, 1714년 2월 9일 ~ 1754년 12월 12일)는 중국 청나라 제4대 황제 성조 강희제(聖祖 康熙帝)의 서손녀(庶孫女)이며 청 제국 황족 종실 장각친왕(莊恪親王)의 슬하 10남 9녀 가운데 첫째딸이다.

## 생애
그녀는 어린 시절부터 친할아버지 강희제(康熙帝)와 이복 큰아버지 옹정제(雍正帝)의 총애를 받으며 자랐고 16세 시절이던 1730년에는 2년 연상의 박이제길특 제묵특다이제(博爾濟吉特 濟默特多爾济)와 결혼하였지만 부군(夫君)과의 사이에 소생은 없었고 이후 1754년에 풍열창이 발병하여 투병하다가 향년 40세로 요절하였다.